# Brem Deman
Brem Deman (Asse, 16 maggio 2002) è un ciclista su strada e pistard belga che corre per il Team Flanders-Baloise; è professionista dal 2025.

## Palmarès

### Strada
- 2024 (EFC-L&R-Van Mossel, tre vittorie)

4ª tappa Ronde van Vlaams-Brabant (Bertem > Leefdaal, cronometro)
1ª tappa Ronde van Oost-Vlaanderen (Ursel, cronometro)
Classifica generale Ronde van Oost-Vlaanderen

#### Altri successi
- 2020 (Juniores)

Lenteprijs
- 2023 (EFC-L&R-Van Mossel)

Meerhout

## Piazzamenti

### Classiche monumento
- Giro delle Fiandre

2025: 97º

### Competizioni continentali
- Campionati europei su pista

Grenchen 2023 - Inseguimento individuale: 16º
Anadia 2023 - Inseguimento a squadre Under-23: 3º